# Grammostola grossa
Grammostola grossa é uma espécie de aranha pertencente à família Theraphosidae (tarântulas). Ocorre no Brasil, Paraguai, Uruguai e Argentina.
A espécie foi descrita em 1871 pelo austríaco Anton Ausserer. No século XXI, o antropólogo alemão Nils Seethaler deu-lhe o nome Guarani-Riesen-Vogelspinne, (tarântula guarani gigante) por ser abundante na área de assentamento dos Guaranis, cuja agricultura e desmatamento expandiram a sua área de distribuição.

## Comportamento
A Grammostola grossa é uma aranha-pássaro terrestre. Esconde-se debaixo de raízes, pedaços de casca de árvore, pedras ou folhas caídas. Nos meses mais frios e durante a muda e o cuidado da ninhada, retira-se para tocas vivas, que reveste com seda de aranha..
Devido a alterações no habitat provocadas pelo homem devido à criação de gado, às culturas arvenses e à exploração madeireira, esta espécie conseguiu propagar-se. Muitas aranhas encontram-se em pastagens de gado e orlas de florestas.

## Outros
Lista das espécies de Theraphosidae (Lista completa das Tarântulas.)